# The Rolling Stones 1st Irish Tour 1965
El 1st Irish Tour 1965 es una gira realizada por la banda inglesa The Rolling Stones. La gira se realizó en Irlanda e Irlanda del Norte, entre los días 6 y 8 de enero de 1965. Se realizaron 6 shows por fecha.

## Miembros de la banda
- Mick Jagger voz, armónica
- Keith Richards guitarra, voz
- Brian Jones guitarra, voz, armónica
- Bill Wyman bajo
- Charlie Watts batería

## Fechas de la gira
- 06/01/1965  ABC Theatre, Belfast
- 07/01/1965  Adelphi Theatre, Dublín
- 08/01/1965  Savoy Theatre, Cork